# Emma Dmochowska
Emma Dmochowska (29. února 1864 Komarowicze Ruské impérium (nyní Bělorusko) – 24. ledna 1919 Vilnius) byla polská spisovatelka, dramatička a vzdělávací aktivistka.

## Život
Emma se narodila v rodině Zygmunta Jeleńského (1824–1871) a Amelie rozené Oskierka (1830). Měla bratra Władysława (1860–1903). Její manžel byl Kazimierz Dmochowski (1856–1939).
Od roku 1890 pořádala kurzy pro učitele. Pracovala v redakci časopisů Zorza Wileńska a Jutrzenka. Vydávala časopis Unia během první světové války. Založila Związek Patriotyczny Polek.
Ve své literární tvorbě pojednávala o morálních a společenských problémech, náklonnosti k vlasti a ušlechtilých tradicích. Její díla byla přeložena do němčiny, češtiny a ruštiny.
Byla členkou Vilniuské asociace národního vzdělávání.
Na všechna její díla se v roce 1951 v Polsku vztahovala cenzura a byla okamžitě stažena z knihoven.

## Dílo
- Panienka – powieść nagrodzona w konkursie „Kuriera Codziennego”. 1899[3][4]
- Dwór w Haliniszkach – 1903[5][6]
- Z miłości – 1903[7]
- Kalwarya pod Wilnem – Wilnie: 1903[8]
- Syn (dramat) – 1904
- Obrączka – 1907[9]
- Bociany (tom nowel) – 1907[10]
- Kobieto, puchu marny... – 1909[11]
- Jubileusz i inne nowele (tom nowel) – Warszawa: 1911[12]
- Krzywda (dramat) – 1912
- Trzy pokolenia – 1913[13]
- Jak odłamana gałąź – 1914[14]
- Matka: powiešč – Warszawa: 1922[15]

## Česká vydání
- § 129 – in: 1000 nejkrásnějších novel... č. 78, úvod František Sekanina; přeložil Josef Horák; s. 87–100. Praha: J. R. Vilímek, 1914